# Kleine Synagoge (Płock)

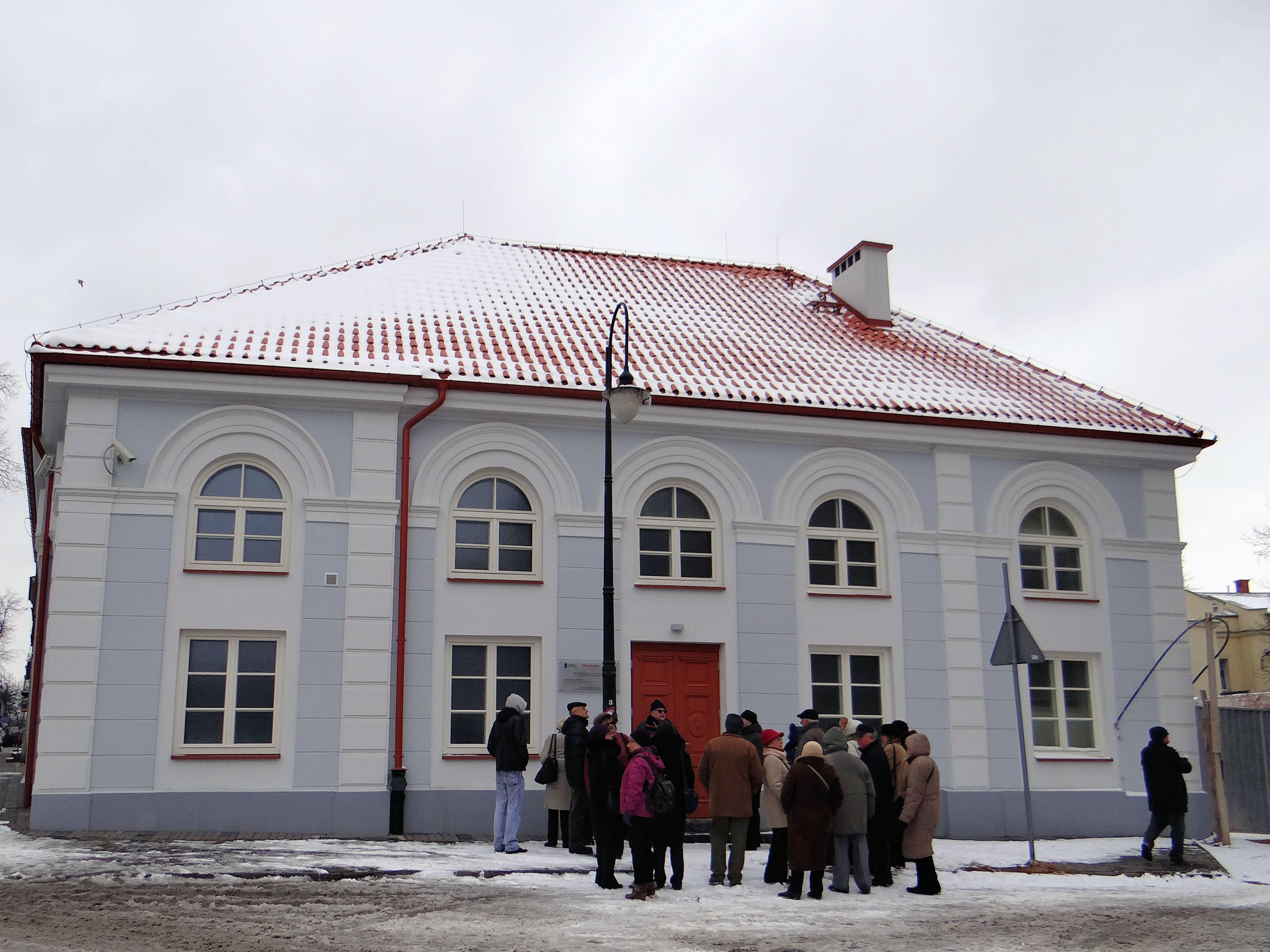
Kleine Synagoge in Płock (2013)

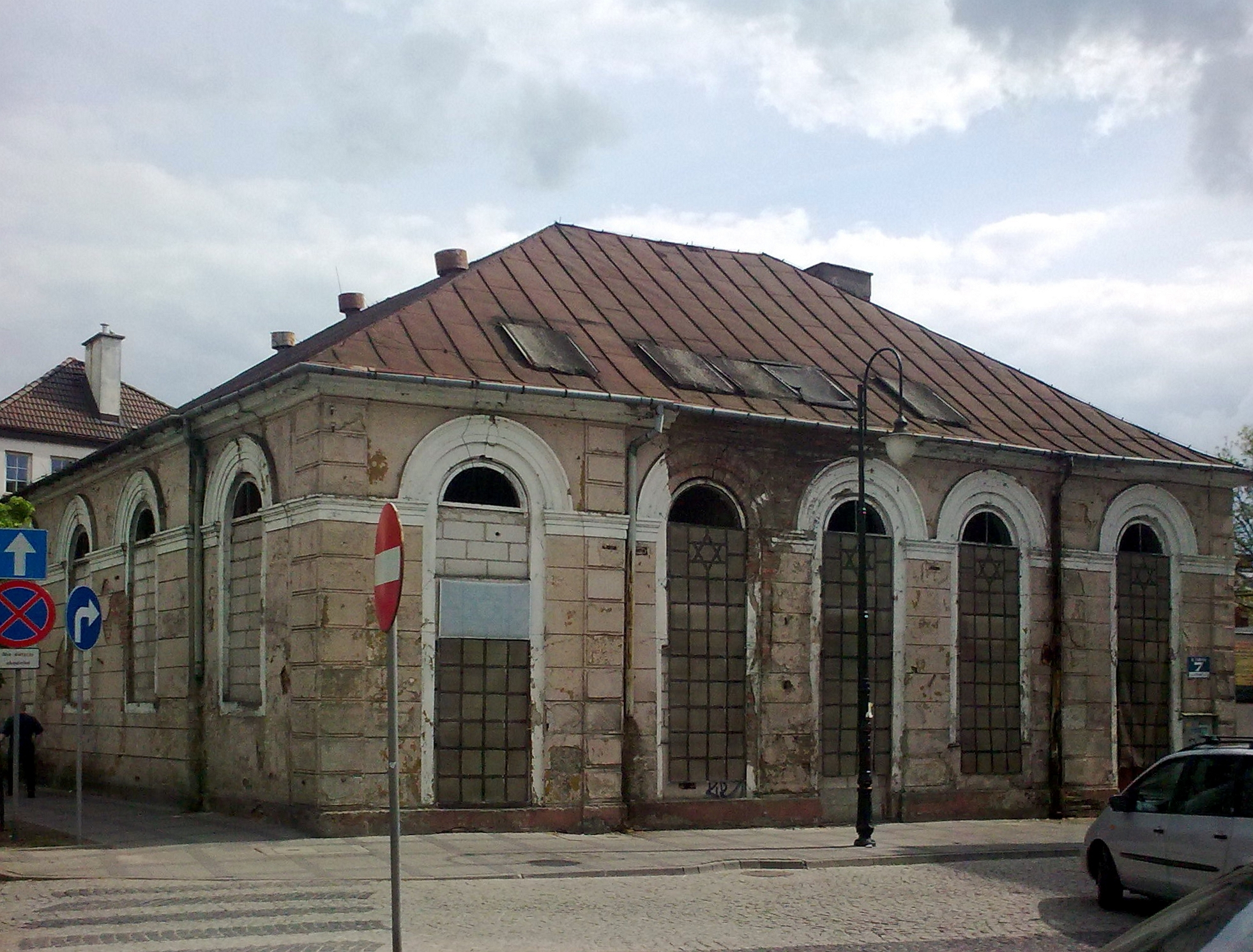
Das Gebäude vor der Renovierung (2011)

Die Kleine Synagoge in Płock (deutsch Plock), einer polnischen Stadt in der Woiwodschaft Masowien, wurde von 1820 bis 1822 erbaut. Die profanierte Synagoge ist seit 1962 ein geschütztes Kulturdenkmal.

## Geschichte
In Płock und Umgebung lebten einst rund 10.000 jüdische Bürger, von denen der überwiegende Teil von den deutschen Besatzern während des Holocausts ermordet wurde. Die Inneneinrichtung der Kleinen Synagoge wurde in dieser Zeit zerstört.
Die Synagoge im Stil des Klassizismus wurde nach 1945 von einer Strickwarengenossenschaft genutzt und stand nach 1992 leer. Im Jahr 2006 übernahm ein neu gegründeter Synagogenverein das baufällige Gebäude von der Stadt, um es wieder aufzubauen und als Museum sowie für Veranstaltungen zu nutzen.
Im März 2013 wurde das Jüdische Museum im Synagogengebäude eröffnet.